# El ateo portátil
The Portable Atheist: Essential Readings for the Non-Believer (El ateo portátil) es un libro de 2007 escrito por Christopher Hitchens.
Hitchens escribe introducciones para escritos elegidos de filósofos, científicos y otros pensadores como Lucrecio, Spinoza, Darwin, Karl Marx, Mark Twain, George Eliot, Bertrand Russell, Emma Goldman, H. L. Mencken, Albert Einstein, Daniel Dennett, Sam Harris y Richard Dawkins entre otros.

## Contenido

### Capítulo 1:Lucrecio
De Rerum Natura Sobre la naturaleza - Libros I, III, V, traducción by W. Hannaford Brown.

### Capítulo 2:Omar Khayyám
Rubaiyat of Omar Khayyam: A Paraphrase from Several Literal traductions by Richard Le Gallienne.

### Capítulo 3:Thomas Hobbes
Of Religion, del Leviatán

### Capítulo 4:Baruch Spinoza
Tractatus Theologico-Politicus

### Capítulo 5:David Hume
The Natural History of Religion, Of Miracles

### Capítulo 6:James Boswell
An Account of My Last Interview with David Hume.

### Capítulo 7:Percy Bysshe Shelley
A Refutation of Deism

### Capítulo 8:John Stuart Mill
Moral Influences in My Early Youth, From Autobiography.

### Capítulo 9:Karl Marx
La crítica de la filosofía del derecho de Hegel

### Capítulo 10:George Eliot
Evangelical Teaching

### Capítulo 11:Charles Darwin
Autobiography

### Capítulo 12:Leslie Stephen
An Agnostic's Apology

### Capítulo 13:Anatole France
Miracle

### Capítulo 14:Mark Twain
Thoughts of God, From Fables of Man;
Bible Teaching and Religious Practice, From Europe and Elsewhere and
A Pen Warmed Up in Hell.

### Capítulo 15:Joseph Conrad
La línea de sombra (The shadow line) 1917.

### Capítulo 16:Thomas Hardy
God's Funeral

### Capítulo 17:Emma Goldman
The Philosophy of Atheism

### Capítulo 18:H.P. Lovecraft
A Letter on Religion

### Capítulo 19:Carl Van Doren
Why I am An Unbeliever

### Capítulo 20: H.L. Mencken
Memorial Service

### Capítulo 21:Sigmund Freud
Extracto de El porvenir de una ilusión

### Capítulo 22:Albert Einstein
Selected Writings on Religion

### Capítulo 23:George Orwell
Extracto de A Clergyman's Daughter

### Capítulo 24: John Betjeman
In Westminster Abbey

### Capítulo 25: Chapman Cohen
Monism and Religion An Old Story

### Capítulo 26:Bertrand Russell
An Outline of Intellectual Rubbish

### Capítulo 27:Philip Larkin
Aubade Church Going

### Capítulo 28:Martin Gardner
The Wandering Jew and the Second Coming

### Capítulo 29:Carl Sagan
The Demon-Haunted World
The God Hypothesis

### Capítulo 30:John Updike
From Roger's Version

### Capítulo 31:J.L. Mackie
Conclusions and Implications, From The Miracle of Theism: Arguments for and against the Existence of God.

### Capítulo 32:Michael Shermer
Genesis Revisited: A Scientific Creation Story.

### Capítulo 33:A.J. Ayer
That Undiscovered Country

### Capítulo 34:Daniel C. Dennett
Thank Goodness!

### Capítulo 35: Charles Templeton
From A Farewell to God, A Personal Word, and Questions to Ask Yourself.

### Capítulo 36:Richard Dawkins
Why There Almost Certainly is No God, Gerin Oil, and Atheists for Jesus.

### Capítulo 37:Victor Stenger
From God: The Failed Hypothesis, Cosmic Evidence.

### Capítulo 38:Daniel C. Dennett
A Working Definition of Religion from "Breaking Which Spell?"

### Capítulo 39:Elizabeth Anderson
If God is Dead, Is Everything Permitted?

### Capítulo 40: Penn Jillette
There is No God

### Capítulo 41:Ian McEwan
End of the World Blues

### Capítulo 42:Steven Weinberg
What About God? From Dreams of a Final Theory.

### Capítulo 43:Salman Rushdie
"Imagine There's no Heaven": A Letter to the Six Billionth World Citizen.

### Capítulo 44:Ibn Warraq
The Koran, The Totalitarian Nature of Islam

### Capítulo 45:Sam Harris
In the Shadow of God, From The end of the Faith

### Capítulo 46: A.C. Grayling
Can an Atheist Be a Fundamentalist? From Against All Gods.

### Capítulo 47:Ayaan Hirsi Ali
How (and Why) I Became an Infidel